# Cabo de Santo Agostinho
Cabo de Santo Agostinho (Cabo de San Agustín) es un municipio situado a 35 km al sur de la ciudad de Recife, Pernambuco, Brasil. Tiene una población estimada al 2020 de 208.944 habitantes. Se identifica esta localidad con el cabo al que llegó el explorador castellano Vicente Yáñez Pinzón en 26 de enero de 1500, al que llamó Cabo de Santa María de la Consolación, y que fue donde ocurrió el primer desembarco de europeos en territorio del actual Brasil. 
La ciudad de Cabo de Santo Agostinho fue incorporada en 1811. Tiene una sección industrial centrada en el puerto de Suape, muchas playas tropicales y reservas naturales. Las playas más conocidas son Calhetas, Paraíso, y Gaibu. En Pedra do Xareu se encuentra el Recanto do Domingos en el extremo sur de la playa. 
Compartido con el municipio de Ipojuca, en la ciudad se encuentra el Puerto de Suape, uno de los mayores polos industriales del Nordeste de Brasil. La ciudad tiene una temperatura promedio de 24,4 °C. Su índice de desarrollo humano en 2010 fue de 0.686, el octavo más alto del Estado.